# Bohater Kałmucji
Bohater Kałmucji (ros. Герой Калмыкии) – najwyższa nagroda Republiki Kałmucji w postaci tytułu honorowego, który przyznawany jest (również pośmiertnie) za osobiste zasługi związane z dokonaniem heroicznego czynu, za bohaterstwo pracy, szczególnie wybitną działalność innowacyjną, za znaczący wkład w dobrobyt Republiki Kałmucji.
Tytuł „Bohater Kałmucji” został ustanowiony 7 sierpnia 1993 r. przez parlament Republiki Kałmucji - Khalmg Tangch.
Uhonorowani tytułem „Bohatera Kałmucji” otrzymują dyplom i Order Białego Lotosu (pierwotnie był to Order Zasługi Republiki Kałmucji). Do roku 2020 tytuł otrzymało 20 osób.
Tytuł „Bohatera Kałmucji” zatwierdzany jest przez „Głowę Republiki Kałmucji”.